# Született detektívek
A Született detektívek (eredeti cím: Rizzoli & Isles) amerikai televíziós sorozat, amelyet hét évadon át közvetítettek a TNT hálózatán, 2010. június 12-től 2016. szeptember 5-ig.
A sorozat főszereplői Angie Harmon és Sasha Alexander. Tess Gerritsen híres regénysorozatán alapul. A 2016 nyarán sugárzott hetedik szezon 13 epizódból állt. 2016. január 7-én a TNT hét évadot és 105 epizódot követően megszüntette a sorozat sugárzását.
Magyarországon a Viasat 3 2015. szeptember 22-től mutatta be, majd a Film+ és a Cool TV hálózata is sugározta.

## Szereplők

### Főszereplők
- Jane Clementine Rizzoli (1–7. évad): Angie Harmon (magyar hangja Hegyi Barbara); a bostoni rendőrség nyomozója, akit Charles Hoyt, a „sebész” megsebzett. A kezén hegek maradtak ott, ahol a szadista sorozatgyilkos szikével megszurkálta. Kicsit pufók gyermek volt, akkor kapta a Rollie Pollie Rizzoli becenevet.
- Dr. Dorothea Maura Isles (1–7. évad): Sasha Alexander (magyar hangja Spilák Klára); Massachusetts Állam főboncmestere és Rizzoli legjobb barátja. Élő enciklopédia, rendkívül őszinte és imádja a munkáját. Van egy kis ékszerteknőse. Egyke gyermek volt, akit egy gazdag család fogadott örökbe. Féltestvére boncolásakor felfedezi, hogy biológiai apja Paddy Doyle, a bostoni ír maffia feje. A gimnáziumban Maura-The-Bore-A-nak nevezték el, mert unalmas volt; mai kollégái „A halottak királynőjének” hívják.
- Barold „Barry” Frost (1–4. évad): Lee Thompson Young (magyar hangja Forgács Péter); Jane Rizzoli partnere lesz a negyedik évad vége felé, aki nem tudja elviselni az erőszakos vagy véres jelenetek látványát, emiatt minden bűncselekmény elborzasztja. Egy autóbalesetben meghal.[3]
- Francesco „Frankie” Rizzoli, Jr. (1–7. évad): Jordan Bridges (magyar hangja Turi Bálint); Jane testvére, ügynök, később nyomozó  a bostoni rendőrségnél.
- Vince Korsak (1–7. évad): Bruce McGill (magyar hangja Németh Gábor); Rizzoli első partnere; a bemutató epizódban kiderül, hogy ő mentette meg Rizzoli életét az őrült Hoyt karmaiból. Az utolsó epizódban visszavonul.
- Angela Rizzoli (1–7. évad): Lorraine Bracco (magyar hangja Halász Aranka); Jane, Frankie és Tommy különösen makacs anyja.
- Sean Cavanaugh (1, 3–4 évad, visszatér az 5. évadban): Brian Goodman (magyar hangja Harmath Imre); a bostoni gyilkossági osztály hadnagya. Korsak régi barátja, akiről kiderül, hogy egy tűzben vesztette el a feleségét és a fiát, amikor ő és Korsak még újoncok voltak.
- Nina Holiday (6–7. évad, felperes 5.): Idara Victor (magyar hangja Bogdányi Titanilla); a bostoni rendőrség igazságügyi technikusa, Frankie kollégája.
- Kent Drake (6–7. évad): Adam Sinclair (magyar hangja Fekete Zoltán); rendőrbíró, dr. Isles új asszisztense a hatodik szezontól kezdve.

### Mellékszereplők
- Frank Rizzoli Sr. (1–4. évad): Chazz Palminteri (magyar hangja Melis Gábor); Jane és Frankie apja, a „Rizzoli és fiai” vízvezeték-szerelő céget alapítja és vezeti.
- Gabriel Dean (1–3. évad): Billy Burke (magyar hangja Czvetkó Sándor, majd Haás Vander Péter); különleges ügynök, akit az FBI Washingtonból küld ki, hogy segítsen Rizzolinak a gyilkos Charles Hoyt elleni nyomozásában.
- Charles Hoyt (1–2. évszak): Michael Massee (magyar hangja Borbiczki Ferenc); a gyilkos, aki meg akarja ölni Rizzoli nyomozót. A második évadban Rizzoli megöli, akinek később a rémálmaiban is megjelenik.
- Thomas „Tommy” Rizzoli (2–5. évad): Colin Egglesfield ; Angela és id. Frank Rizzoli kisebbik fia, Jane és Frankie öccse. Az ő fia, Tommy Jr. (TJ), akinek másik neve Edward.
- Casey Jones (2–4. évad): Chris Vance szereplésével (magyar hangja Varga Rókus), Jane Rizzoli leghívebb embere, afganisztáni missziós katona. A középiskolában Jane Rizzoli osztálytársa volt, aki mindig is szerette.
- Constance Isles (2–3. évad), akit Jacqueline Bisset játszik (magyar hangja Andresz Kati), dr. Maura Isles örökbefogadó anyja.
- Patrick „Paddy” Doyle (2–7. évad): John Doman (magyar hangja Barbinek Péter); Isles vér szerinti apja, az ír maffia főnöke, aki Cavanaugh családjának haláláért felelős.
- Susie Chang (3–6. évad): Tina Huang (magyar hangja Kokas Piroska); Maura Isles halottkémje és munkatársa. A hatodik szezonban megölik.
- Hope Martin (3–7. évad): Sharon Lawrence; Maura biológiai anyja.
- Cailin Martin (3–7. évad): Emilee Wallace (magyar hangja Molnár Ilona); Maura féltestvére.

## Évadok
| Évadok | Epizódok | USA       | Magyarország (Viasat 3) |
| ------ | -------- | --------- | ----------------------- |
| 1.     | 10       | 2010      | 2015                    |
| 2.     | 15       | 2011      | 2016                    |
| 3.     | 15       | 2011      | 2016                    |
| 4.     | 16       | 2013–2014 | 2016                    |
| 5.     | 18       | 2014–2015 | 2017                    |
| 6.     | 18       | 2015–2016 | 2017                    |
| 7.     | 13       | 2016      | 2017                    |

## Fordítás
- Ez a szócikk részben vagy egészben  a   Rizzoli&Isles című olasz Wikipédia-szócikk ezen változatának fordításán alapul.  Az eredeti cikk szerkesztőit annak laptörténete sorolja fel. Ez a jelzés csupán a megfogalmazás eredetét és a szerzői jogokat jelzi, nem szolgál a cikkben szereplő információk forrásmegjelöléseként.